# تاريخ برلين

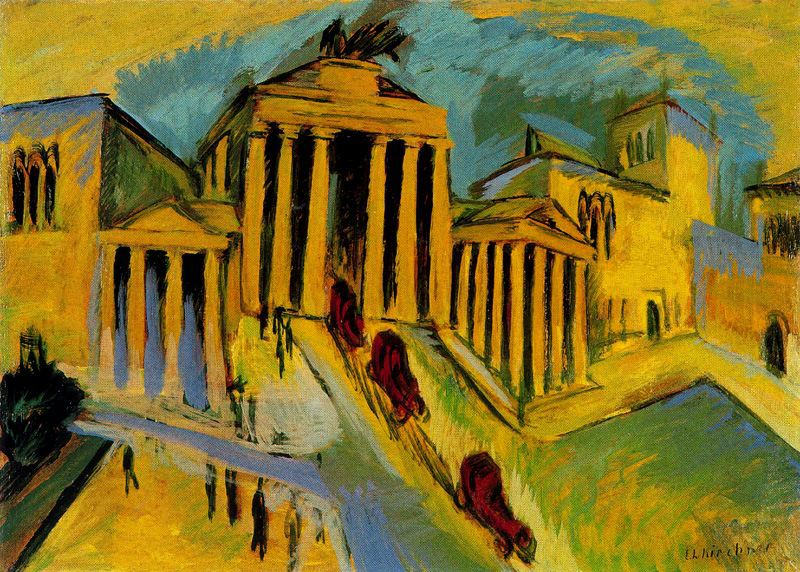
بوابة براندنبورغ التي رسمها إرنست لودفيج كيرشنر في عام 1912

يبدأ تاريخ برلين بتأسيسها في القرن الثالث عشر. أصبحت عاصمة مارغرافيت براندنبورغ في عام 1417، وبعدها براندنبورغ-بروسيا، ومملكة بروسيا. نمت بروسيا بسرعة في القرن الثامن عشر والتاسع عشر، وشكلت أساس الإمبراطورية الألمانية في عام 1871.
أصبحت برلين بعد عام 1900 مدينة عالمية كبرى معروفة بأدوارها القيادية في العلوم والإنسانيات والموسيقى والمتاحف والتعليم العالي والحكومة والدبلوماسية والشؤون العسكرية. كما كان لها دور في التصنيع والتمويل.
خلال الحرب العالمية الثانية، تم تدميرها تقريبًا عن طريق القصف والمدفعية والقتال الشرس في الشوارع. تم تقسيمها بين المنتصرين، وفقدت أدوارها القيادية العالمية. مع إعادة توحيد ألمانيا في عام 1990، تم استعادة برلين كعاصمة وكمدينة عالمية كبرى.

## علم أصول الكلمات

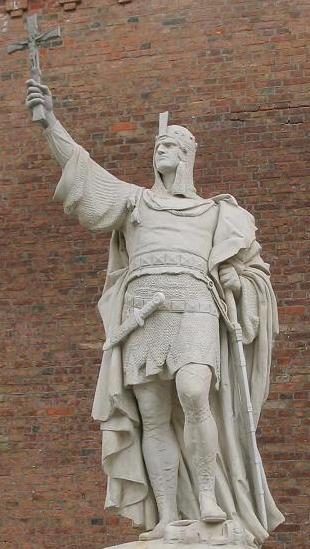
تمثال لألبرت الدب (حوالي 110-1770)

أصل اسم برلين غير مؤكد. ويجوز لها جذور في اللغة السلافية الغربية سكان المنطقة من برلين اليوم، ويمكن أن تكون ذات صلة القديم لغة بولابية الجذعية berl- / birl- («مستنقع»). تأثيل شعبي يربط الاسم إلى الكلمة الألمانية للتحمل، بار. كما يظهر دب في معطف أحضان المدينة.   كما قد أعطاها ألبريشت دير بير اسمها.  

## التاريخ
تشكلت برلين من اندماج مستوطنتين هما (Cölln)، التي تقع حالياً في جزيرة المتاحف (Museums Island)، وبرلين التي تقع على الضفة الشمالية لنهر شبريه(Spree)، واللتان يعود تشكلهما إلى القرن الثالث عشر الميلادي. وقد تمت الإشارة لأول مرة إلى مستوطنة (Cölln) في الثامن والعشرين من أكتوبر عام 1278م، وفي عام 1307م تم توحيد المستوطنتين، أي (Cölln) وبرلين، لِينتج عنها مدينة واحدة.
وعقب الاضطرابات التي حدثت في عام 1451م، أعلن عضو المجلس الانتخابي الأمير فريدريش الثاني أن برلين ستكون مقراً لإقامته الرسمية. عانت برلين ولأكثر من مرة من اندلاع النيران والطاعون والحروب، ولم يكن مقدراً لها أن تنعم بالرخاء والاستقرار إلا تحت حكم فريدريش فيلهلم (Friedrich Wilhelm) (1640 – 1683م). إذ تم في عهده تحصين برلين وبناء أولى المباني الفخمة فيها. ويمكن للمرء تكوين فكرة جيدة عن ذلك من خلال السير على طول جادة أونتر دن ليندن (Unter den Linden) وتعني (تحت الزيزفون)، وهي إحدى الجادات الرئيسية في وسط برلين.

### برلين مقر الإقامة الملكية
في عام 1701م، وعقب تتويج عضو المجلس الانتخابي الأمير فريدريش الثالث بصفته الملك فريدريش الأول لبروسيا، تم تخفيف الحالة التي كانت عليها مدينة برلين، وقد أصبحت مقراً للإقامة الملكية وعاصمة للدولة، وشهدت خلال هذه الفترة بناء العديد من المباني الفخمة. وقد تطورت برلين لتصبح أكبر مدينة صناعية في بروسيا وخاصة في الفترة الواقعة بين الأعوام 1740 - 1786م وإبان حكم كل من الملك فريدريش فيلهلم الأول (Friedrich Wilhelm I) (الملقب بـ الملك المحارب) ووريثه فريدريش الثاني (الملقب بـ فريدريش العظيم).

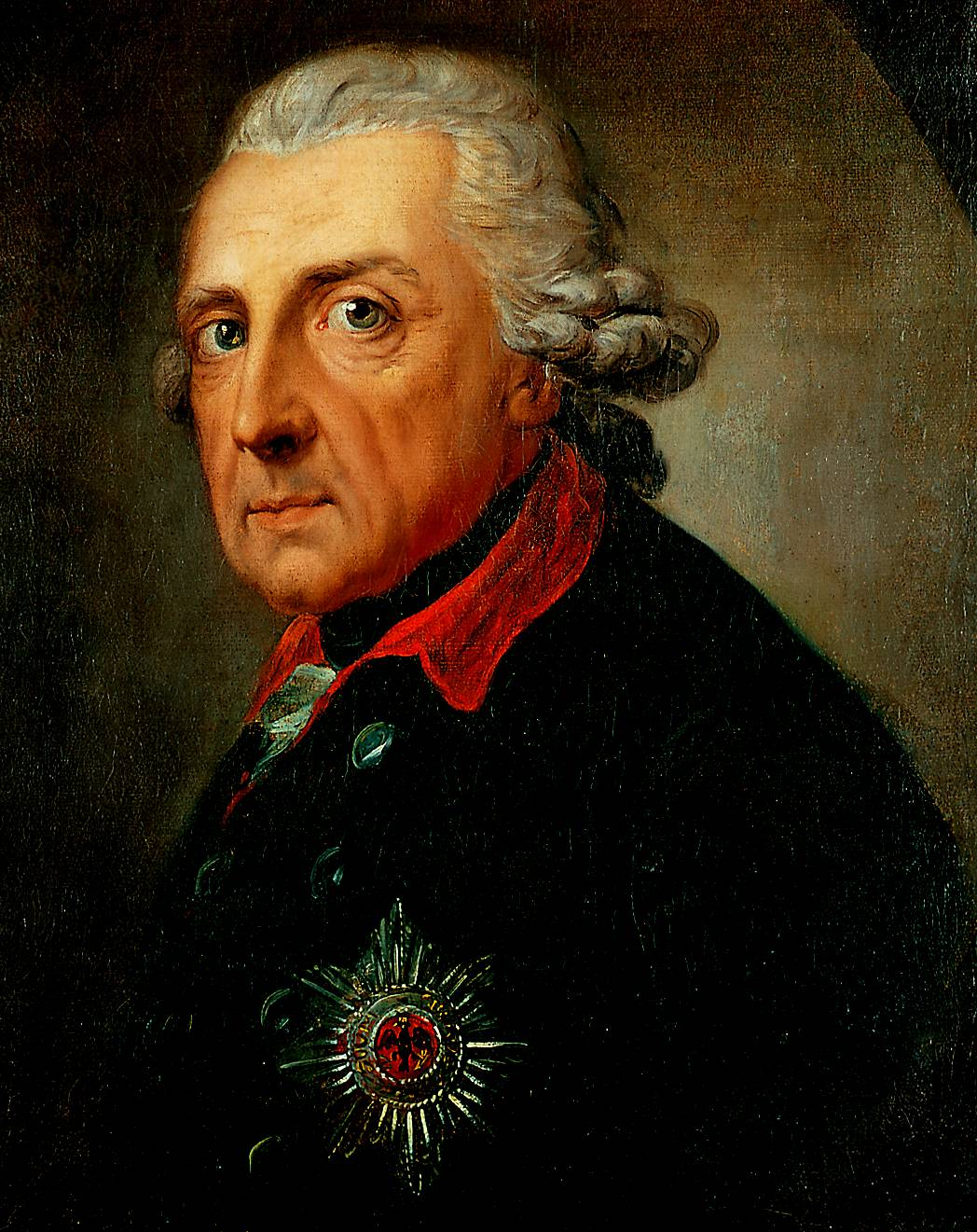
الملك فريدريش فيلهلم

وفي الأعوام 1806 إلى 1808م، قامت قوات نابليون باحتلال مدينة برلين عقب معركة الأمم في ليبزغ عام 1814م، وقد شهدت تلك الحقبة إعادة كوادريغا (Quadriga)، وهي العربة ذات الخيول الأربعة والتي كان نابليون قد أزالها، إلى مكانها على قمة بوابة براندنبورغ (Brandenburg). على مدار العقود التالية، قام (Schinkel) بتشييد عدد من المباني الكلاسيكية، في حين قام (Lenné) بإنشاء مساحات تنزه واسعة.

### عاصمة الإمبراطورية الألمانية
بلغ تعداد سكان برلين 800.000 نسمة إبان تأسيس الإمبراطورية الألمانية في عام 1871م. وبعد تتويج فيلهلم الأول (Wilhelm I) في بروسيا (1861 – 1888م) إمبراطوراً على ألمانيا، أصبحت برلين عاصمة الإمبراطورية الألمانية الجديدة. وبحلول عام 1895م وصل تعداد سكان المدينة إلى ما يزيد عن 1.5 مليون نسمة. وعقب هزيمة ألمانيا في الحرب العالمية الأولى، أرسل آخر إمبراطور لألمانيا، وهو فيلهلم الثاني (Wilhelm II) (1888 – 1918)، إلى المنفى.
تسببت الهزيمة الثقيلة التي منيت بها ألمانيا في الحرب العالمية الأولى في اندلاع أزمة خطيرة لكل من ألمانيا وبرلين، كما نتج عنها تأسيس أول جمهورية ألمانية. وعلى الرغم من الصعوبات الاقتصادية والاضطرابات التي شهدتها ألمانيا في حقبة العشرينات، ازدهرت برلين على جميع الأصعدة وأصبحت عاصمة للثقافة في أوروبا. وعندما تقلّد أدولف هتلر منصب المستشار الألماني في عام 1933م، شهدت برلين حملة من الاعتقالات لليهود والشيوعيين والشواذ جنسياً والمعارضين السياسيين وغيرهم، وبذلك فإن أسوأ الفصول في تاريخ برلين تكون قد بدأت.
ومع إدراك القليل بأوهام العظمة التي انتابت هتلر آنذاك، انطلقت فعاليات الألعاب الأولمبية الصيفية في برلين في عام 1936م. وعندما بدأت الحرب العالمية الثانية في الأول من سبتمبر 1939م، ازداد عدد سكان برلين إلى 4.5 مليون نسمة. وقد تسبب القصف بالقنابل الذي شهدته برلين في عام 1943م والذي أدى إلى سقوطها في يد الحلفاء في الثامن من مايو 1945م، إلى تدمير ما لا يقل عن ثلث المباني والمعالم التاريخية للمدينة.

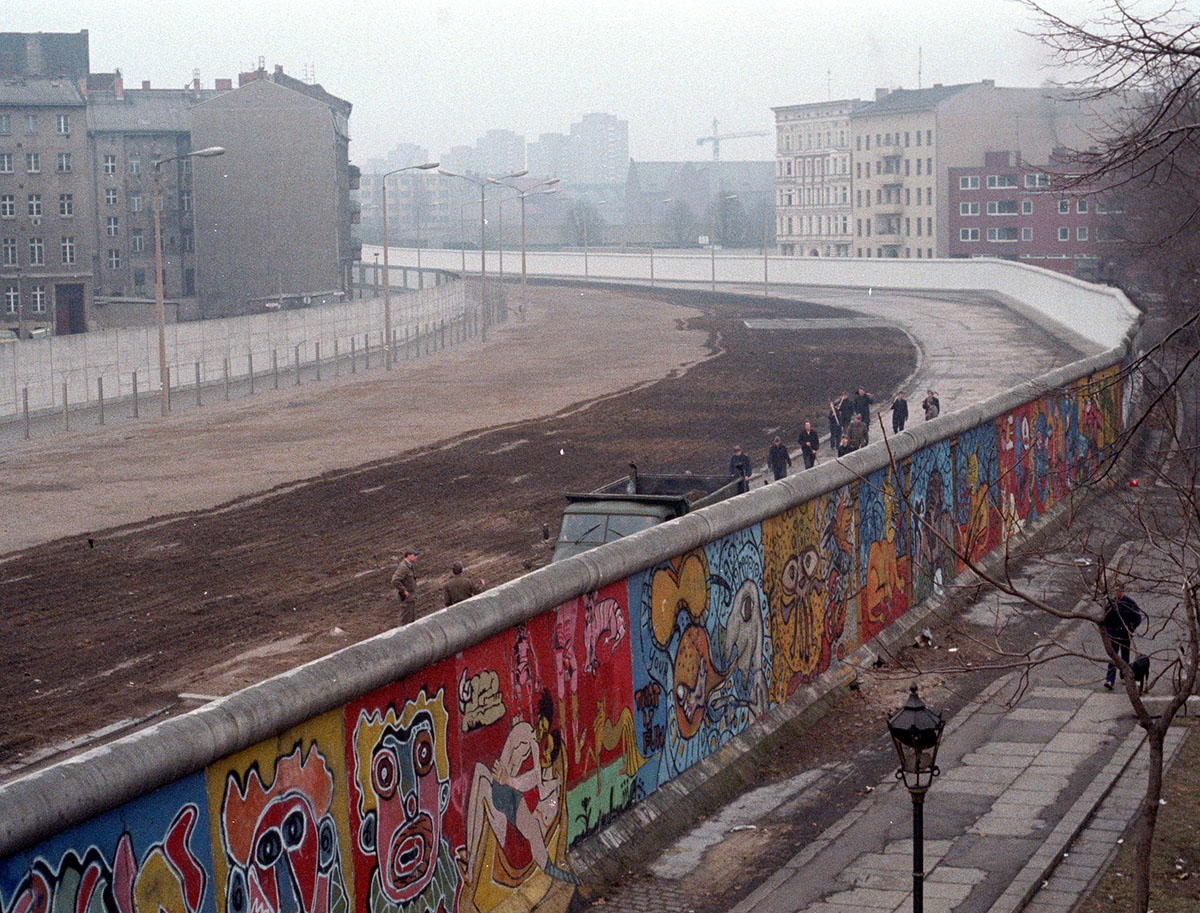
جدار برلين

### إعادة البناء والتقسيم
بعد انتهاء الحرب العالمية الثانية، قسمت برلين إلى أربعة قطاعات. وقع القطاع الشرقي من المدينة تحت سيطرة السوفييت، بينما خضع القطاع الجنوبي الغربي للمدينة تحت سيطرة الأمريكيين، في حين سيطرت بريطانيا على الجزء الغربي وفرنسا على الجزء الشمالي الغربي للمدينة.
وعندما تأسست الجمهورية الألمانية الديمقراطية في السابع من أكتوبر عام 1949م، أصبحت برلين الشرقية عاصمة لجمهورية ألمانيا الديمقراطية، وقامت الحكومة في حينها بنقل موقعها إلى النصف الشرقي للمدينة.
وفي الثالث عشر من أغسطس عام 1961م، قررت الجمهورية الألمانية الديمقراطية بتشييد سور حول المدينة لمنع المقيمين في المناطق الخاضعة لها من الانتقال إلى المناطق الألمانية الأخرى، وقد أطلق على ذلك السور تسمية «جدار برلين». ومنذ ذلك الحين، أصبح مستحيلاً على المقيمين في برلين الشرقية زيارة أقربائهم أو أصدقائهم القاطنين في ألمانيا الغربية. تعالت في حينها الكثير من الأصوات المناهضة لإنشاء الجدار. وبعد زيارة قام بها الرئيس الأمريكي جون كيندي لبرلين في عام 1963م، سمحت حكومة ألمانيا الديمقراطية بإدخال برنامج محدود لمنح الإذن بالسفر، وباتت منطقة الانتظار الفسيحة في محطة القطار الرئيسية في شارع فردريش (Friedrichstraße) والتي تعرف باسم «قصر الدموع» (Tränenpalast).

### انهيار جدار برلين وعملية إعادة التوحيد
في ليلة التاسع من نوفمبر عام 1989م، تم هدم جدار برلين على نحو غير متوقع بعد عدة أشهر من تسلل مواطني الجمهورية الألمانية الديمقراطية إلى الغرب عبر المجر والاتحاد السوفييتي. إحتفلت برلين وباقي المدن الألمانية بهذا الحدث، ومنذ تلك اللحظة أصبح بإمكان مواطني ما كانت تعرف بالجمهورية الألمانية الديمقراطية السفر من جديد.
عقب التوحيد الرسمي لألمانيا في الثالث من أكتوبر 1990م، اختيرت برلين لتكون عاصمة جمهورية ألمانيا الإتحادية. ومنذ سنة 1999م، أصبحت برلين من جديد مقراً للحكومة الفيدرالية ومركز السياسة الألمانية. وقد قام البرلمان، اعتباراً من التاسع عشر من أبريل 1999م، بعقد اجتماعاته في مبنى الرايخستاغ (Reichstag) القديم والذي قام بتصميمه المهندس نورمان فوستر، وأصبحت القبة الزجاجية التي ابتكرها إحدى أهم معالم الجذب السياحي للمدينة.

## السكان التاريخية
السكان منذ 1400: [بحاجة لتحديث]
- 1400: 8,000 inhabitants (Berlin and Kölln)
- 1600: 16,000
- 1618: 10,000
- 1648: 6,000
- 1709: 60,000 (union with Friedrichswerder, Dorotheenstadt and Friedrichstadt)
- 1755: 100,000
- 1800: 172,100
- 1830: 247,500
- 1850: 418,700
- 1880: 1,124,000
- 1900: 1,888,000
- 1925: 4,036,000 (1920 enlargement of the territory)
- 1942: 4,478,102
- 2003: 3,388,477
- 2007: 3,402,312
- 2012: 3,543,000
- 2018: 3,605,000